# Lygromma ybyguara
Lygromma ybyguara là một loài nhện trong họ Gnaphosidae.
Loài này thuộc chi Lygromma. Lygromma ybyguara được miêu tả năm 2004 bởi Rheims & Antonio D. Brescovit.